# John Ponsonby
Pour les articles homonymes, voir Ponsonby.
John Ponsonby (vers 1770 – 22 février 1855), 1er vicomte Ponsonby, est un homme politique et diplomate britannique.

## Biographie
Il est le fils aîné de William Ponsonby (1er baron Ponsonby) (1744-1806), 1er baron Posonby, homme politique ; et de Louisa Molesworth († 1824). Il a pour frère Sir William Ponsonby (1772-1815), officier d'armée.